# Hohe Straße 11 (Quedlinburg)

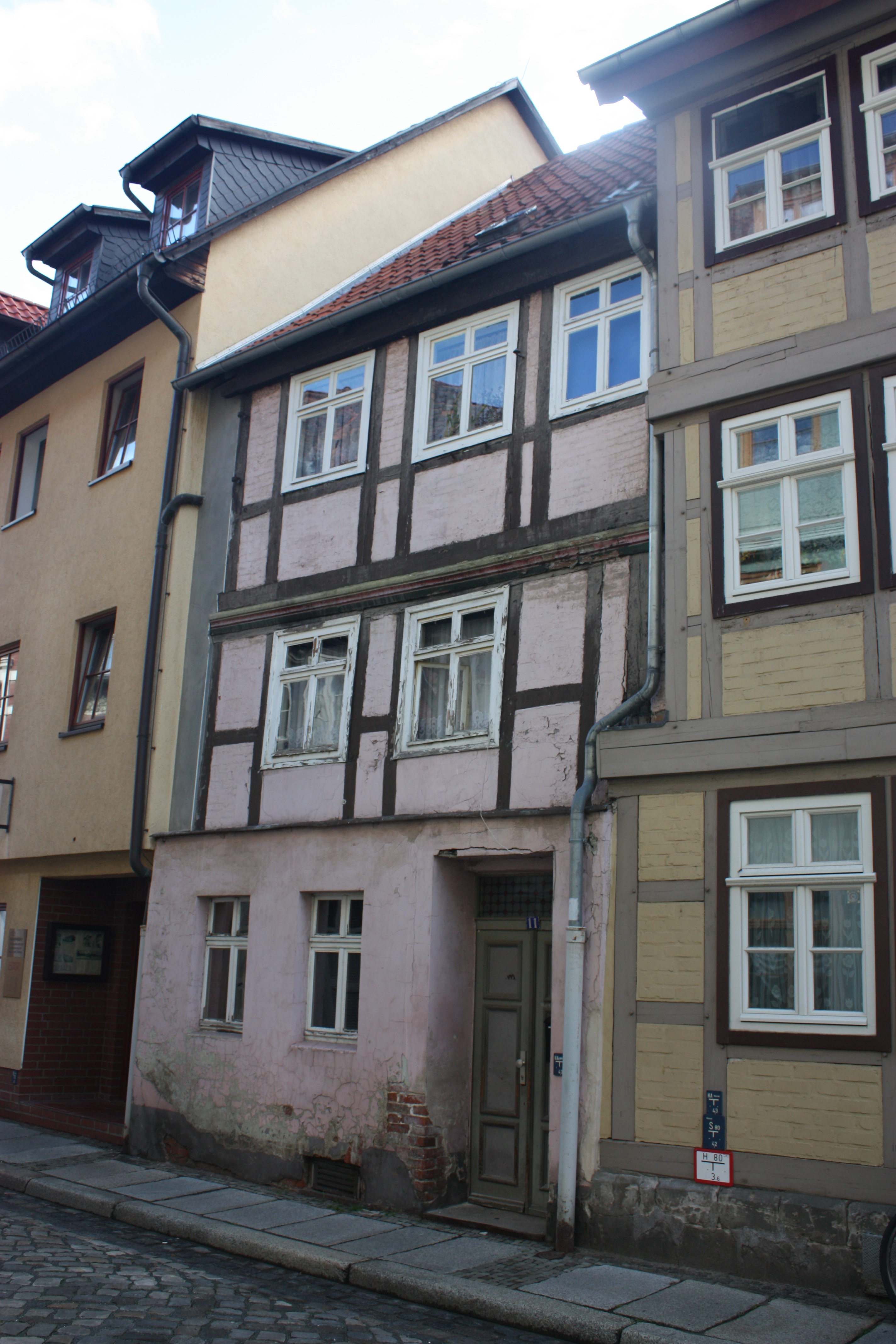
Haus Hohe Straße 11

Das Haus Hohe Straße 11 ist ein denkmalgeschütztes Gebäude in der Stadt Quedlinburg in Sachsen-Anhalt.

## Lage
Es befindet sich im Stadtgebiet westlich des Quedlinburger Marktplatzes und gehört zum UNESCO-Weltkulturerbe. Südlich grenzt das gleichfalls denkmalgeschützte Haus Hohe Straße 12 an.

## Architektur und Geschichte
Das dreigeschossige Fachwerkhaus ist im Denkmalverzeichnis Quedlinburgs als Bürgerhof eingetragen. Es stammt aus der Zeit des Barock um 1750. Das Erdgeschoss des Gebäudes entstand aus Quadersandstein. Die Fachwerkfassade ist schlicht gestaltet. Als zierendes Element besteht lediglich ein profiliertes Bohlenbrett. Hofseitig besteht ein ebenfalls aus der Bauzeit des Haupthauses stammender weiterer Gebäudeflügel. 